# Nicholls (Geórgia)
Nicholls é uma cidade localizada no estado americano de Geórgia, no Condado de Coffee.

## Demografia
Segundo o censo americano de 2000, a sua população era de 1008 habitantes.
Em 2006, foi estimada uma população de 2739, um aumento de 1731 (171.7%).

## Geografia
De acordo com o United States Census Bureau tem uma área de 4,0 km², dos quais 4,0 km² cobertos por terra e 0,0 km² cobertos por água. Nicholls localiza-se a aproximadamente 79 m acima do nível do mar.

## Localidades na vizinhança
O diagrama seguinte representa as localidades num raio de 36 km ao redor de Nicholls.